# 650 (szám)
A 650 (római számmal: DCL) egy természetes szám, piramisszám, az első 12 négyzetszám összege.

## A szám a matematikában
A tízes számrendszerbeli 650-es a kettes számrendszerben 1010001010, a nyolcas számrendszerben 1212, a tizenhatos számrendszerben 28A alakban írható fel.
A 650 páros szám, összetett szám, kanonikus alakban a 21 · 52 · 131 szorzattal, normálalakban a 6,5 · 102 szorzattal írható fel. Tizenkettő osztója van a természetes számok halmazán, ezek növekvő sorrendben: 1, 2, 5, 10, 13, 25, 26, 50, 65, 130, 325 és 650.
A 650 a tizenkettedik piramisszám, azaz a 12 legkisebb négyzetszám összege. Téglalapszám (25 · 26).
A 650 négyzete 422 500, köbe 274 625 000, négyzetgyöke 25,49510, köbgyöke 8,66239, reciproka 0,0015385. A 650 egység sugarú kör kerülete 4084,07045 egység, területe 1 327 322,896 területegység; a 650 egység sugarú gömb térfogata 1 150 346 510,0 térfogategység.